# Plataforma de Organizaciones de Infancia
La Plataforma de Organizaciones de Infancia, comúnmente conocida como Plataforma de Infancia, es una alianza de entidades sin ánimo de lucro (ONG), plural, solidaria, democrática e independiente desde el punto de vista político y religioso que trabaja para defender los derechos humanos de las personas menores de dieciocho años en España.
La Plataforma de Infancia tiene como marco de referencia la Convención sobre los Derechos del Niño. Esta Convención fue aprobada por la Asamblea General de las Naciones Unidas el 20 de noviembre de 1989, con el fin de proteger los derechos de todo ser humano menor de dieciocho años, considerando que estos no deben ser tratados como objeto de beneficencia, sino como sujetos de derecho con necesidades e intereses específicos.

## Historia
En 1997 se crea la entidad gracias al impulso de nueve organizaciones de infancia: Aldeas Infantiles SOS España, Asociación Educación Democrática, UNICEF- Comité Español, Federación de Asociaciones para la Prevención del Maltrato Infantil, Liga Española de la Educación y la Cultura Popular, Mensajeros de la Paz, Movimiento Junior de Acción Católica y Save the Children.
La Plataforma de Infancia integró en 1999 el recién creado Observatorio de la Infancia como miembro fundador. En el año 2000, se incorpora al Consejo Estatal de ONG de Acción Social y al Comité de Seguimiento del Código de Autorregulación sobre el etiquetado y Publicidad de los Productos de Software de Entretenimiento (ADESE).
La Plataforma de Infancia presenta en 2001 el Informe Complementario al II Informe presentado por España al Comité de los Derechos del Niño de Naciones Unidas que da cuenta de la aplicación y cumplimiento de la Convención sobre los Derechos del Niño en España.
Ya en 2002, La Plataforma de Infancia asiste a la Sesión Especial de Naciones Unidas a favor de la Infancia celebrada en Nueva York. En ese mismo año, la Plataforma de Infancia y otras organizaciones sociales crean la Red Estatal para la Defensa de Menores y Jóvenes Migrantes no Acompañados.
Se incorporó en 2003 como miembro de pleno derecho al Grupo de ONG para la Convención sobre los Derechos del Niño. Así, se une con otras coaliciones, plataformas y redes para constituir el Foro de Agentes Sociales. Se reúne con cada uno de los candidatos a las elecciones presidenciales para que incorporen en sus programas electorales propuestas para el impulso de las políticas sociales dirigidas a la infancia.
La Plataforma de Infancia recibe la Cruz de Oro de la Orden Civil de la Solidaridad, concedida por el Ministerio de Trabajo y Asuntos Sociales, en 2005. Este mismo año, inicia su participación en espacios como la Declaración de Madrid, el Foro Unidos por la Infancia, el Observatorio de Contenidos de Televisión e Infancia (OCTA). También es invitada a participar en la Comisión Mixta de Seguimiento del Código de Autorregulación de Contenidos Televisivos e Infancia.
Junto con las entidades de la Alianza Española contra la Pobreza se reúnen con el presidente José Luis Rodríguez Zapatero para valorar los avances conseguidos en la reciente Cumbre de la ONU relativos a la lucha contra el hambre y la pobreza y asiste como invitada a la XV Cumbre de Jefes de Estado y de Gobierno de la Comunidad Iberoamericana de Naciones Unidas celebrada en Salamanca, para trasmitir después, junto con la Alianza Española contra la Pobreza, las conclusiones de dicha Cumbre a la Secretaría General Iberoamericana (SEGIB).
En 2006, se incorpora como miembro integrante a la Red Europea de Infancia EURONET, al equipo del Comité Técnico de Normalización AENOR y como miembro del Consejo Asesor de la Fundación +Familia.
En el año 2010, la Plataforma presenta a Naciones Unidas su Informe Complementario al III y IV Informe de aplicación de la Convención sobre los Derechos del Niño en España. Ese año, también pone en marcha el programa Cibercorresponsales de promoción y visibilización de la participación infantil.
En el año 2016, la Plataforma de Infancia se incorpora a la Plataforma del Tercer Sector como entidad de pleno derecho así como a Eurochild en 2017.
Durante 2017, la Plataforma de Infancia presenta ante el Comité de los Derechos del Niño el V y VI Informe Complementario de aplicación de la Convención sobre los Derechos del Niño en España así como niños y niñas presentan su propio informe al respecto ante el Comité.
En el mes de abril de 2017, la Plataforma de Infancia es admitida como miembro de pleno derecho en Eurochild, la plataforma de referencia para organizaciones de infancia a nivel europeo.

## Objetivos
Los objetivos de esta organización son:
1. Sensibilizar a la sociedad para el conocimiento y el respeto de los derechos de la infancia.
2. Desarrollar el diálogo, la colaboración y la participación en todos los organismos públicos y privados relacionados con el bienestar de la infancia y en la aplicación de sus derechos.
3. Impulsar las políticas generales y sectoriales que promuevan el bienestar de la infancia y especialmente de aquellos niños y niñas en situaciones de riesgo individual o social.
4. Promocionar la participación y el asociacionismo de la infancia.
5. Denunciar las situaciones de vulneración de los derechos de la infancia por parte de las instituciones públicas, del sector privado o de los particulares.
6. Fortalecer las estructuras democráticas y de la sociedad civil mediante el apoyo, la creación y consolidación de plataformas, coordinadoras o redes de infancia nacionales e internacionales.
7. Defender y promover los derechos humanos y las libertades fundamentales, la paz, la democracia y la participación ciudadana en condiciones de igualdad para mujeres y hombres, en especial de los niños y de las niñas y, en general, la no discriminación por razón de sexo, raza, edad, cultura o religión, y el respeto a la diversidad, a través de programas, proyectos y acciones de Cooperación Internacional para el Desarrollo.

## Entidades miembro
En la actualidad la Plataforma de Infancia está integrada por 68 entidades sociales  que desde el trabajo conjunto actúan en España para proteger, promover y defender los derechos de los niños, niñas y adolescentes conforme a la Convención sobre los Derechos del Niño de Naciones Unidas.
- ACCEM
- Acción Familiar
- Aldeas Infantiles SOS España
- AMPGYL
- Asociación Andaluza de Centros Católicos de Ayuda al Menor – ACCAM
- Asociación Centro Trama
- Asociación Colectivo La Calle
- Asociación de Acogedores de Menores de la Comunidad de Madrid (ADAMCAM)
- Asociación Incide
- Asociación MACI
- Asociación Mensajeros de la Paz
- Asociación Navarra Nuevo Futuro
- Confedración Estatal de Asociaciones de Estudiantes
- Cáritas Española
- Confederación Estatal de Asociaciones de Estudiantes (CANAE)
- Confederación Española de Puntos de Encuentro Familiar – CEPEF
- Confederación de Centros Juveniles Don Bosco de España
- Coordinadora Estatal de Plataformas Sociales Salesianas
- Cruz Roja Juventud
- Diaconía
- DIDANIA, Federación de Entidades Cristianas de Tiempo Libre
- Federación de Asociaciones de Scouts de España – ASDE
- Federación de Asociaciones para la Prevención del Maltrato Infantil – FAPMI
- Federación de Movimientos Junior - Movimiento Junior
- Federación INJUCAM para la Promoción de la Infancia y la Juventud
- Fundació Plataforma Educativa
- Fundació Vicki Bernadet
- Fundación ADSIS
- Fundación Aliados
- Fundación Amigó
- Fundación ANAR
- Fundación Balia por la Infancia
- Fundación Diagrama Intervención Psicosocial
- Fundación Esplai, Acción Social, Educación y Tiempo Libre
- Fundación Internacional O’Belén
- Fundación Meniños
- Fundación Menudos Corazones
- Fundación Plan Internacional España
- Fundación Proyecto Solidario por la infancia
- Fundación Save the Children
- Fundación SM
- Fundación Theodora
- Fundación Tierra de Hombres
- Fundación UNICEF – Comité Español
- Fundación World Vision España
- Fundación Yehudi Menuhin España – FYME
- Infancia sin Fronteras
- Juventudes Socialistas de España
- Kamira. Sociedad Cooperativa de Iniciativa Social
- Liga Española de la Educación y la Cultura Popular – LEECP
- Movimiento Scout Católico - MSC
- Organización Juvenil Española
- Plataforma de Organizaciones de Infancia de Madrid
- Senda, Movimiento Senda, Desarrollo y Educación España. Senda – MSDE
- Taula d’entitats del Tercer Sector Social de Catalunya (Plataforma d’infancia de Catalunya – (PINCAT)
- Taula per la Infancia i l´Adolescència a Catalunya. TIAC
- Voces para la Conciencia y el Desarrollo
- YMCA España

En  total son:
- Asociaciones civiles: 18
- Asociaciones políticas: 1
- Confederaciones: 2
- Entidades religiosas: 4
- Federaciones: 4
- Fundaciones: 22
- Institución humanitaria de carácter voluntario y de interés público: 1
- Sociedad cooperativa de iniciativa social: 1